# Сиреневый бульвар (Екатеринбург)
Сире́невый бульвар — улица в жилом районе «ЖБИ» Кировского административного района Екатеринбурга.

## Расположение и благоустройство
Улица проходит с северо-востока на юго-запад, начинается от Т-образного перекрёстка с улицей Сыромолотова и заканчивается у аналогичного перекрёстка с улицей Новгородцевой. Пересечений с другими улицами нет. Слева на улицу выходит безымянный проезд на Панельную улицу. Справа примыканий к улице нет.
Протяжённость улицы составляет около 750 метров. Ширина проезжей части — около 7 м (по одной полосе в каждую сторону движения). На протяжении улицы имеется один светофор (на углу с улицей Сыромолотова), 2 нерегулируемых пешеходных перехода. Улица оборудована тротуарами и уличным освещением. Нумерация домов начинается от улицы Сыромолотова.

## История
В 1979 году улица была застроена по нечётной стороне (жилые дома № 1, 3, 5, 9, 11, 13, 21, 23).

## Примечательные здания и сооружения
По нечётной стороне
- № 5а — детский сад компенсирующего вида для детей с нарушением зрения № 101.
- № 15в — средняя общеобразовательная школа № 151.
- № 21а — детский сад № 144.

По чётной стороне:
- № 2 — супермаркет «Кировский», самый первый из супермаркетов этой торговой сети. Появился в 1987 году.
- № 6 — Свердловский областной медицинский колледж.

## Транспорт
Автомобильное движение на всей протяжённости улицы двухстороннее.

### Наземный общественный транспорт
Рядом с перекрёстком бульвара с улицей Сыромолотова находятся остановки общественного транспорта «Супермаркет Кировский» (автобусы № 61 и 80) и «Сиреневый бульвар» (трамваи № 8, 12, 13, 15, 23), а рядом с перекрёстком с улицей Новгородцевой остановка «Медицинский колледж» (автобус № 49)

### Ближайшие станции метро
Действующих станций метро поблизости нет. В отдалённой перспективе в начале улицы планируется построить станцию 2-й линии Екатеринбургского метрополитена  «Каменные Палатки».